# Wetter (Ruhr)
Wetter település Németországban, azon belül Észak-Rajna-Vesztfália tartományban. Lakosainak száma 27 450 fő (2023. december 31.). Wetter Witten, Gevelsberg, Sprockhövel, Herdecke és Hagen községekkel határos.

## Népesség
A település népességének változása:
| Lakosok száma | 30 637 | 27 725 | 27 628 | 27 441 | 27 236 | 27 550 | 27 450 |
|               | 1975   | 2012   | 2017   | 2019   | 2021   | 2022   | 2023   |